# Ventorros de San José
Los Ventorros de San José es una localidad y pedanía española perteneciente al municipio de Loja, en la provincia de Granada, comunidad autónoma de Andalucía. Está situada en la parte centro-oeste de la comarca lojeña. Cerca de esta localidad se encuentran los núcleos de Zagra y La Viña.
Destaca la fuente de cerro Gordo y el chaparro de la Mesa, que está situado junto al cementerio del pueblo. El gran chaparro, de más de un centenar de años, se puede ver desde varios kilómetros de distancia.

### Topónimo
El origen de su nombre tiene que ver con sus orígenes como una venta que estaba en la carretera de Priego, la A-4154, que cruza el pueblo de norte a sur. Los topónimos venta, ventorrillo, ventorro y sus plurales se suelen asignar a lugares que en otro tiempo constituían enclaves de ventas.

## Historia
Esta pedanía de Loja es el más poblada, y la que se encuentra a mayor altitud. Nace a principios del siglo XX. En los alrededores, en la Sierra Martilla, se encuentra un conjunto megalítico de dólmenes correspondiente a la Prehistoria.

### Prehistoria
Aunque es un pueblo relativamente joven, ya que el núcleo de población que se conoce hoy día nace a principios del siglo XX, hace en torno a 2.800 años existía en el cerro Gordo un poblado íbero del que aún quedan algunos restos muy deteriorados de una muralla.
Muy cerca de los Ventorros de San José también se encuentra la necrópolis íbera de Sierra Martilla. Datada de la época del neolítico, los dólmenes presentan fósiles que datan de entre cuatro y siete millones de años.
En el cerro Gordo, durante el segundo tercio del siglo XX, se encontraban unas canteras de las que se extraía mármol gris.
Fueron fundadas en 1936 tras el estallido de la guerra civil española y entre las familias fundadoras muchas procedían de la localidad almeriense de Macael, conocida por sus mármoles.
Aún hoy quedan abandonados por el cerro los antiguos cabestranos que se utilizaban para extraer la roca y restos de los refugios de los picapedreros donde se guardaban las herramientas para el trabajo y donde también podían protegerse de los cascotes que salían con las detonaciones de los barrenos.

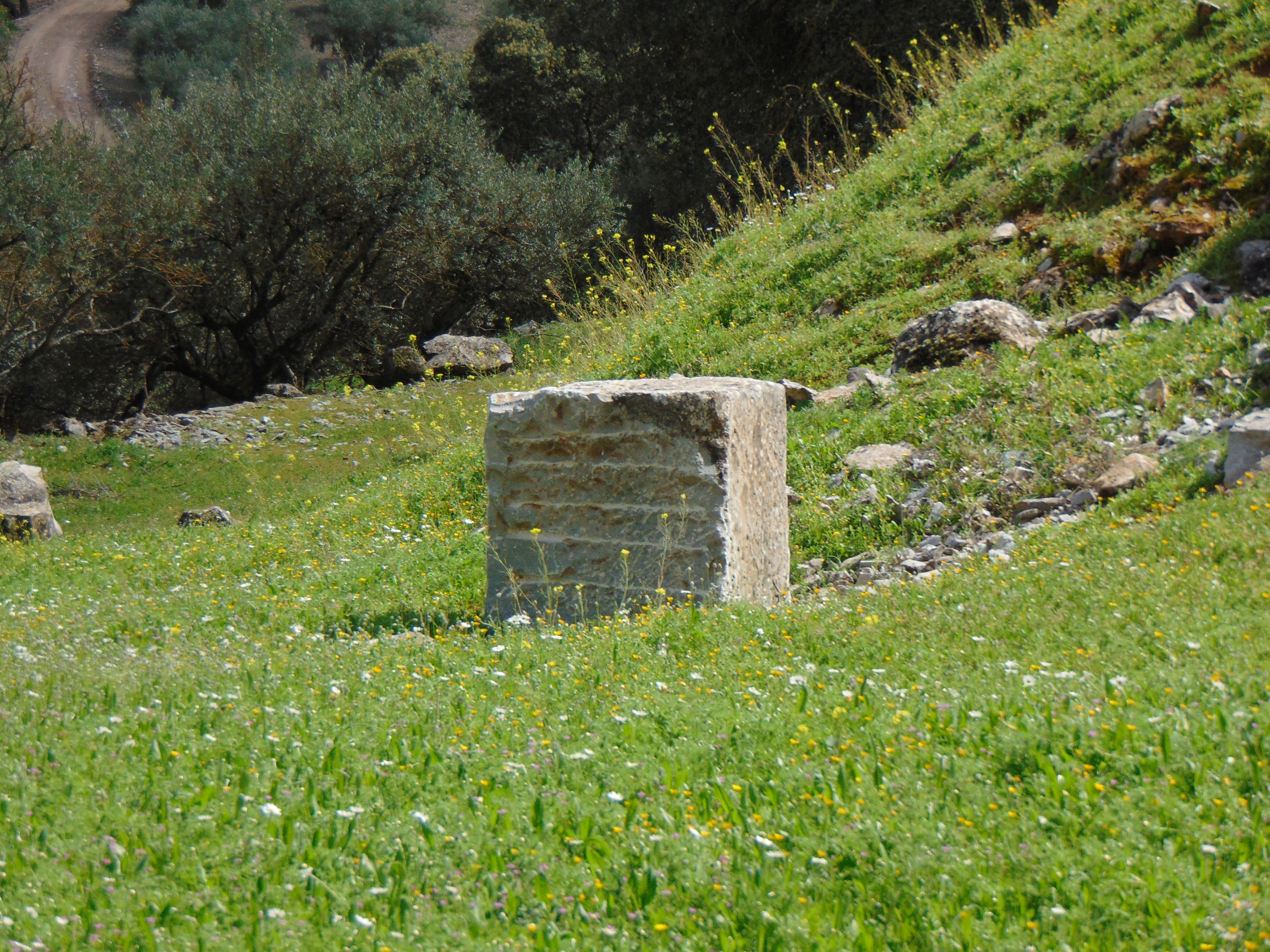
Roca de mármol gris de las canteras del cerro Gordo

Dichas canteras estuvieron funcionando hasta que dejaron de ser rentables 1986.

## Geografía
Situado en el Poniente Granadino, los Ventorros de San José se encuentra en el término municipal de Loja, a 15km al norte de la capital del municipio. 
Su paisaje es montañoso y está enmarcado en la cordillera Subbética.
| Noroeste: Zagra y Fuentes de Cesna | Norte: Algarinejo y La Viña | Nordeste: Montefrío            |
| Oeste: Ventorros de Balerma        |                             | Este: Valle de los Gallumbares |
| Suroeste: Huétor Tájar             | Sur: Loja                   | Sureste: Huétor Tájar          |

## Entorno natural

### El Chaparro de la Mesa
El chaparro de la Mesa, como se le conoce localmente a esta encina, está catalogado como árbol singular de Andalucía.
Dicho chaparro se encuentra junto al cementerio del pueblo, en la salida hacia Priego de Córdoba. Su altura es de 22 metros y la proyección de su copa abarca 327,59 m².

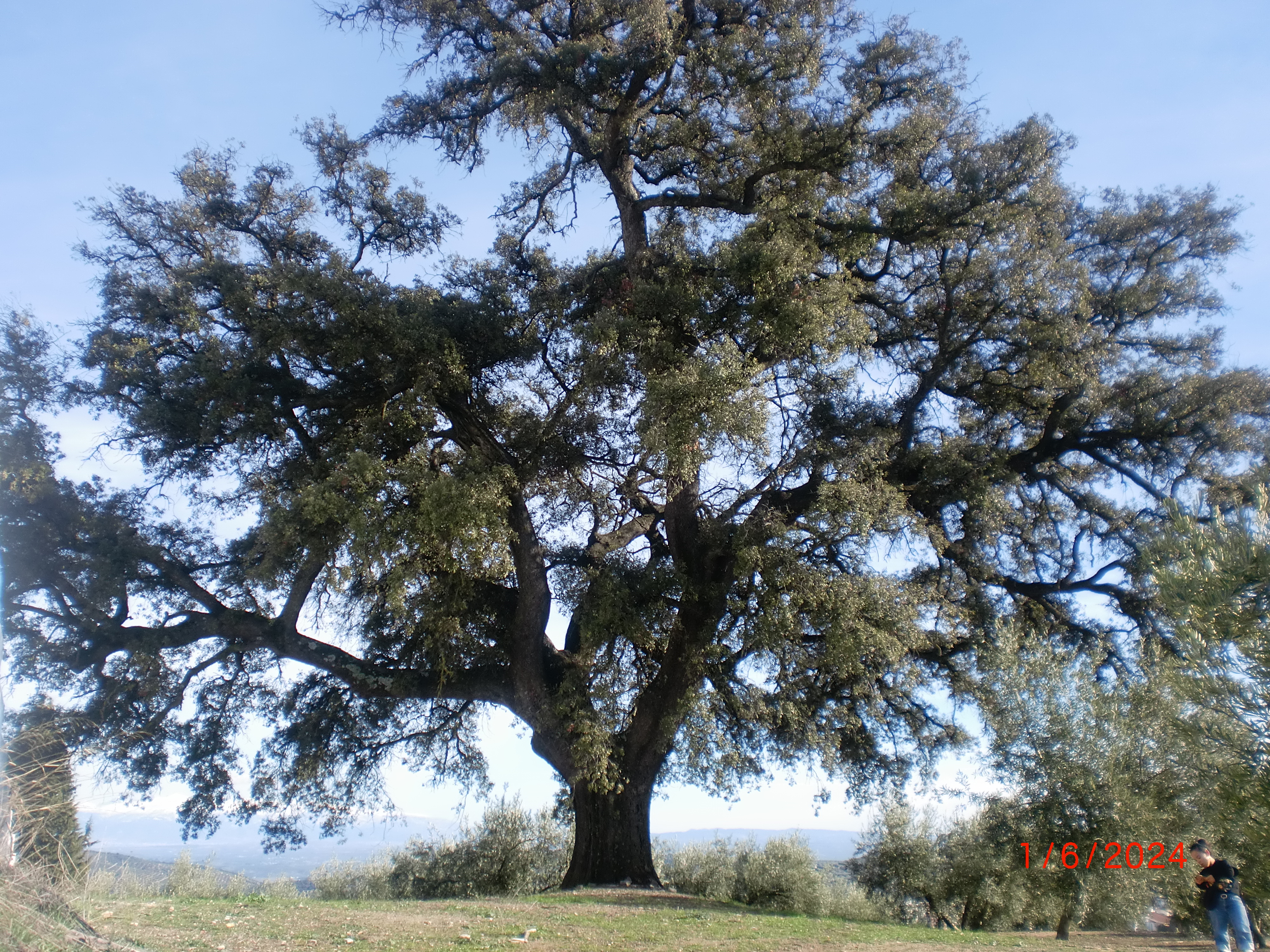
El chaparro de la Mesa

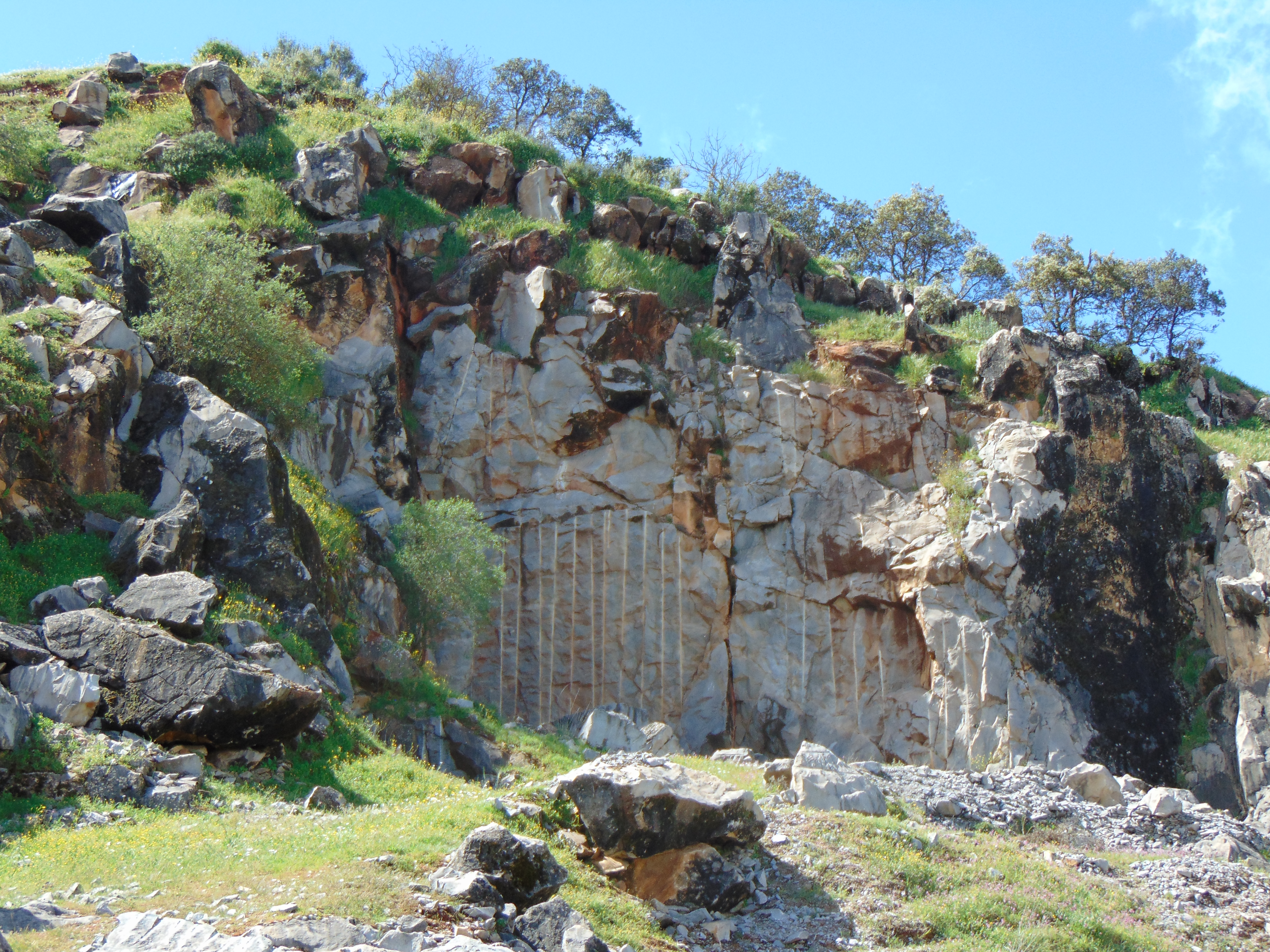
Antigua cantera situada en el cerro Gordo junto a los Ventorros de San José

## Demografía
Según el Instituto Nacional de Estadística de España, en el año 2024 los Ventorros de San José contaba con 813 habitantes censados, lo que representa el 3,9% de la población total del municipio.

### Evolución de la población
| Gráfica de evolución demográfica de los Ventorros S. José entre 2014 y 2024 |
|                                                                             |
| Datos según el nomenclátor publicado por el INE.                            |

## Comunicaciones

### Carreteras
Las únicas vías de comunicación que transcurren por la localidad son:
| Identificador | Denominación                                   | Itinerario                         |
| ------------- | ---------------------------------------------- | ---------------------------------- |
| A-4154        | Carretera de Priego de Córdoba a Loja          | Priego de Córdoba - Loja           |
| GR-5400       | De A-4154 (Ventorros de San José) a Algarinejo | Ventorros de San José - Algarinejo |

Algunas distancias entre los Ventorros de San José y otras ciudades:
| Ciudades | Distancia (km) |
| -------- | -------------- |
| Loja     | 15             |
| Granada  | 68             |
| Jaén     | 146            |
| Almería  | 222            |
| Murcia   | 342            |

## Servicios públicos

### Sanidad
Los Ventorros de San José cuenta con un consultorio médico de atención primaria dependiente del distrito sanitario Metropolitano de Granada. El servicio de urgencias está en el centro de salud de Loja y el área hospitalaria de referencia es el Hospital de Alta Resolución de Loja.

### Educación
Los centros educativos que hay en la localidad son:
| Denominación genérica                    | Nombre del centro | Naturaleza | Dirección          |
| ---------------------------------------- | ----------------- | ---------- | ------------------ |
| Colegio de educación infantil y primaria | CEIP Besana       | Público    | C/ Alcalá, s/n     |
| Centro de educación infantil             | CEI Cosquillas    | Privado    | Ctra. de Priego, 1 |